# Palmhurst
Palmhurst è un centro abitato degli Stati Uniti d'America situato nella contea di Hidalgo dello Stato del Texas.
La popolazione era di 2.607 persone al censimento del 2010. Fa parte dell'area metropolitana di McAllen–Edinburg–Mission e Reynosa–McAllen.

## Geografia fisica
Palmhurst è situata a 26°15′03″N 98°18′27″W (26.250924, -98.307607), quattro miglia a nord di Mission lungo la statale 107 e si trova a ovest di McAllen, diversi chilometri a nord del Rio Grande e il confine internazionale con il Messico.
Secondo lo United States Census Bureau, ha un'area totale di 6,1 miglia quadrate (16 km²).

## Società

### Evoluzione demografica
Secondo il censimento del 2000, c'erano 4.872 persone, 1.226 nuclei familiari e 1.110 famiglie residenti nella città. La densità di popolazione era di 804,0 persone per miglio quadrato (310,4/km²). C'erano 1.739 unità abitative a una densità media di 287,0 per miglio quadrato (110,8/km²). La composizione etnica della città era formata dall'84,67% di bianchi, lo 0,25% di afroamericani, lo 0,25% di nativi americani, lo 0,39% di asiatici, il 13,71% di altre razze, e lo 0,74% di due o più etnie. Ispanici o latinos di qualunque razza erano l'87,48% della popolazione.
C'erano 1.226 nuclei familiari di cui il 60,3% aveva figli di età inferiore ai 18 anni, il 76,2% aveva coppie sposate conviventi, l'11,7% aveva un capofamiglia femmina senza marito, e il 9,4% erano non-famiglie. Il 7,3% di tutti i nuclei familiari erano individuali e il 2,0% aveva componenti con un'età di 65 anni o più che vivevano da soli. Il numero di componenti medio di un nucleo familiare era di 3,97 e quello di una famiglia era di 4,18.
La popolazione era composta dal 38,9% di persone sotto i 18 anni, il 10,1% di persone dai 18 ai 24 anni, il 29,5% di persone dai 25 ai 44 anni, il 16,8% di persone dai 45 ai 64 anni, e il 4,7% di persone di 65 anni o più. L'età media era di 26 anni. Per ogni 100 femmine c'erano 94,0 maschi. Per ogni 100 femmine dai 18 anni in giù, c'erano 89,9 maschi.
Il reddito medio di un nucleo familiare era di 22.847 dollari e quello di una famiglia era di 24.549 dollari. I maschi avevano un reddito medio di 27.500 dollari contro i 21.833 dollari delle femmine. Il reddito pro capite era di 11.275 dollari. Circa il 35,6% delle famiglie e il 37,9% della popolazione erano sotto la soglia di povertà, incluso il 48,6% di persone sotto i 18 anni e il 20,4% di persone di 65 anni o più.